# پورترس‌ویل (ایندیانا)
پورترس‌ویل (به انگلیسی: Portersville) یک منطقهٔ مسکونی در ایالات متحده آمریکا است که در شهرستان دوبوا، ایندیانا واقع شده‌است. پورترس‌ویل ۱۴۳٫۸۷ متر بالاتر از سطح دریا واقع شده‌است.